# Luigi Lucotti
Luigi Lucotti (18 december 1893 - 29 december 1980) was een Italiaans wielrenner.

## Levensloop en carrière
Lucotti werd prof in 1913. Hij won 3 etappes in de Ronde van Frankrijk en 1 etappe in de Ronde van Italië.

## Resultaten in voornaamste wedstrijden
| Jaar | Ronde van Italië | Ronde van Frankrijk | Ronde van Spanje |
| ---- | ---------------- | ------------------- | ---------------- |
| 1913 | 16e              |                     |                  |
| 1914 | ↑ (1)            |                     |                  |
| 1919 |                  | 7e (2)              |                  |
| 1920 |                  |                     |                  |
| 1921 |                  | 4e (1)              |                  |
| 1922 |                  |                     |                  |
| 1923 | 25e              |                     |                  |
| 1924 |                  |                     |                  |
| 1925 |                  | opgave              |                  |

- Bibliothèque nationale de France: cb16516754c (data)
- International Standard Name Identifier: 0000 0004 5097 1905
- Virtual International Authority File: 316737640